# HD 48797
HD 48797，又名CD-39 2798，SAO 197134、HR 2488，是一颗恒星，视星等为6.3，位于銀經248.31，銀緯-18.2，其B1900.0坐标为赤經6h 40m 3s，赤緯-39° -18.2′ 31″。